# ديريك هاميلتون (كرة سلة)
ديريك هاميلتون (بالإنجليزية: Derrick Hamilton) مواليد 20 مايو 1966 في موبيل، هو لاعب كرة سلة أمريكي معتزل. بدأ مسيرته الاحترافية في سنة 1988. تم اختياره من قبل فريق بروكلين نتس خلال الدرافت. يبلغ طوله 6 قدم 7 بوصة (2.0 م). اعتزل اللعب في 2003.

## روابط خارجية
- ديريك هاميلتون على موقع الدوري الأوروبي لكرة السلة (الإنجليزية)
- ديريك هاميلتون على موقع سبورتس رفرنس (الإنجليزية)
- ديريك هاميلتون على موقع كرة السلة الأوروبية.كوم (الإنجليزية)
- ديريك هاميلتون على موقع كلية كرة السلة في سبورتس رفرنس.كوم (الإنجليزية)
- ديريك هاميلتون على موقع ريلجم (الإنجليزية)
- ديريك هاميلتون على موقع بروبوليرز (الإنجليزية)
- ديريك هاميلتون على موقع سبورتس رفرنس (الإنجليزية)